# Gordon Hill (stacja kolejowa)
Gordon Hill (kod stacji: GDH) - stacja kolejowa w Londynie, na terenie London Borough of Enfield, zarządzana i obsługiwana przez First Capital Connect. W roku statystycznym 2008-09 skorzystało z niej ok. 991 tysięcy pasażerów. 

## Galeria

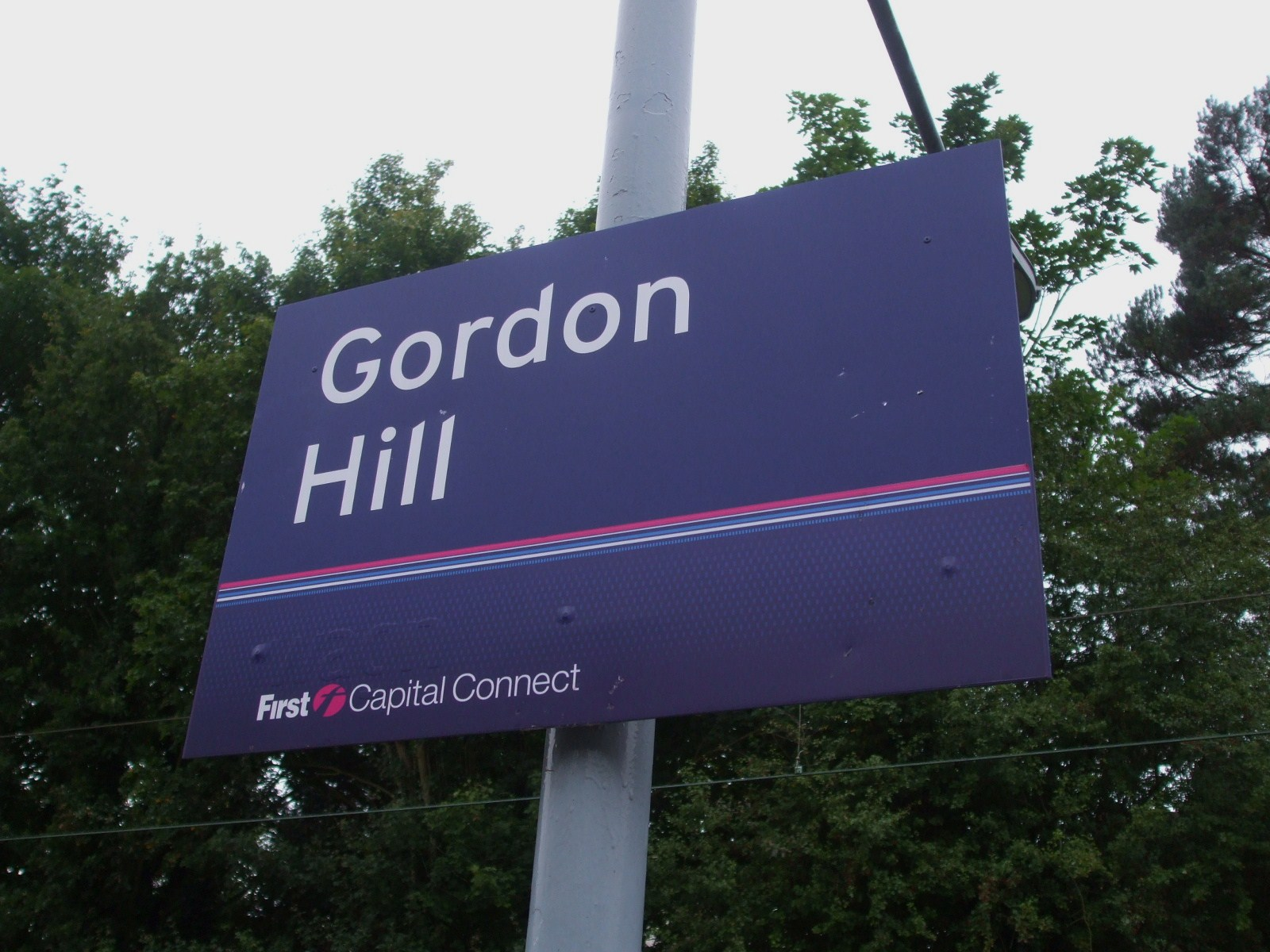
Tablica z nazwą stacji
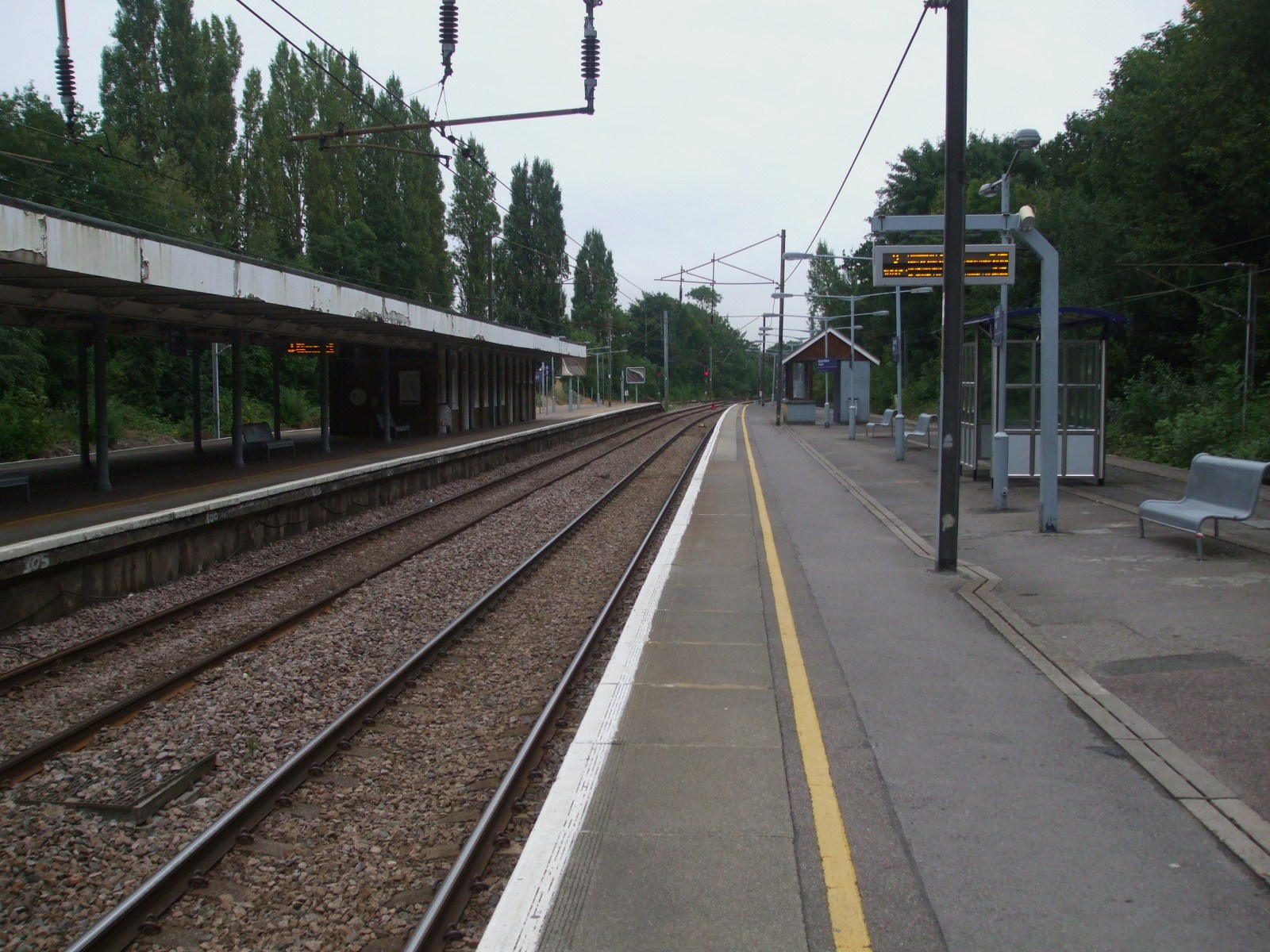
Perony
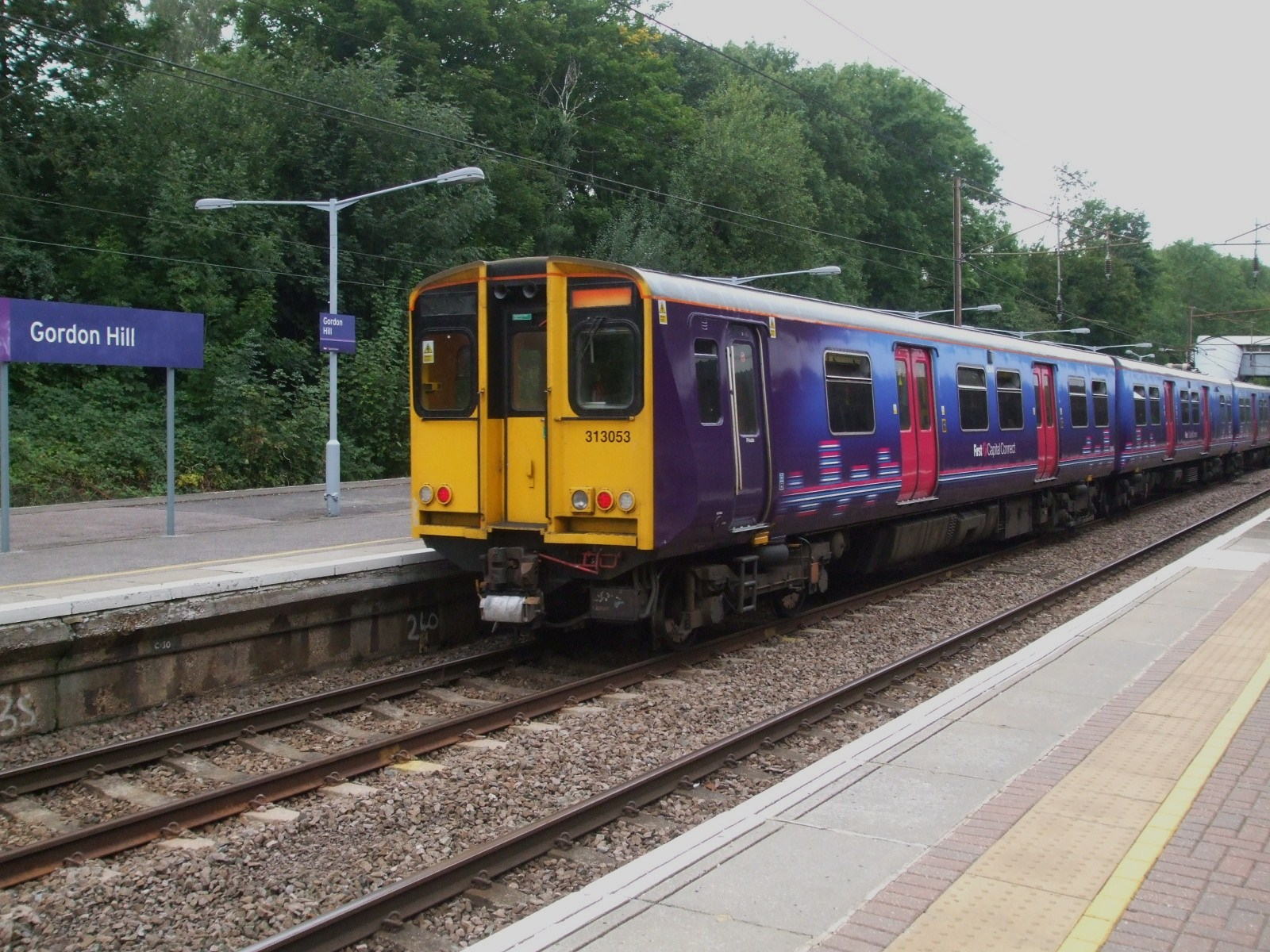
Odjeżdżający ze stacji pociąg typu British Rail Class 313
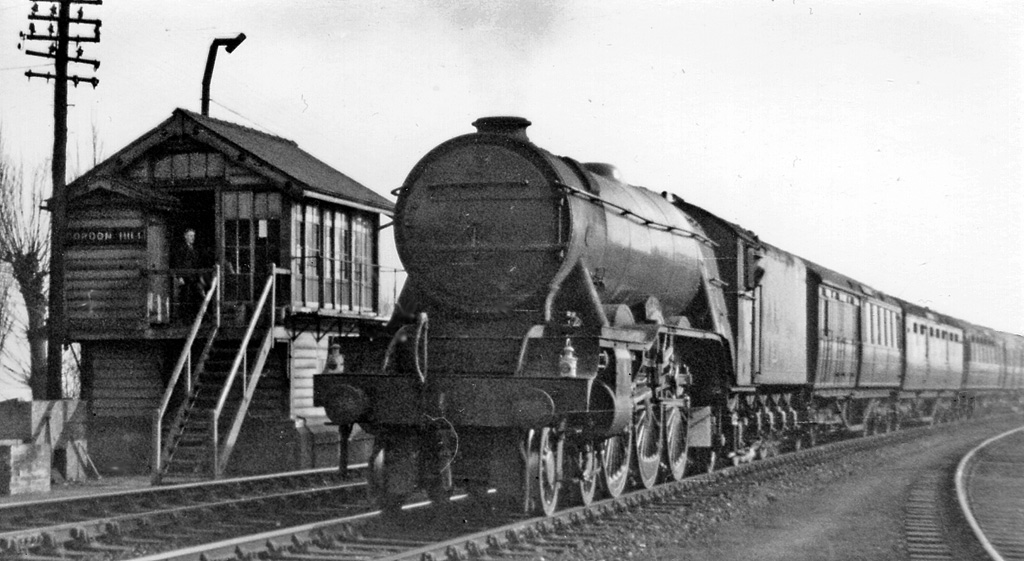
Stacja w 1949 roku